# Snarky Puppy
Snarky Puppy è una band jazz e fusion di Brooklyn guidata dal bassista, compositore, produttore Michael League. La band si è formata a Denton in Texas nel 2004. La maggior parte dei membri attuali erano studenti della University of North Texas dove si sono conosciuti.
Il loro primo successo avviene con la pubblicazione dell'album We Like It Here; registrato dal vivo nell'ottobre del 2013 nella città di Utrecht e distribuito a febbraio del 2014, il disco debutta al primo posto delle classifiche jazz di iTunes. 

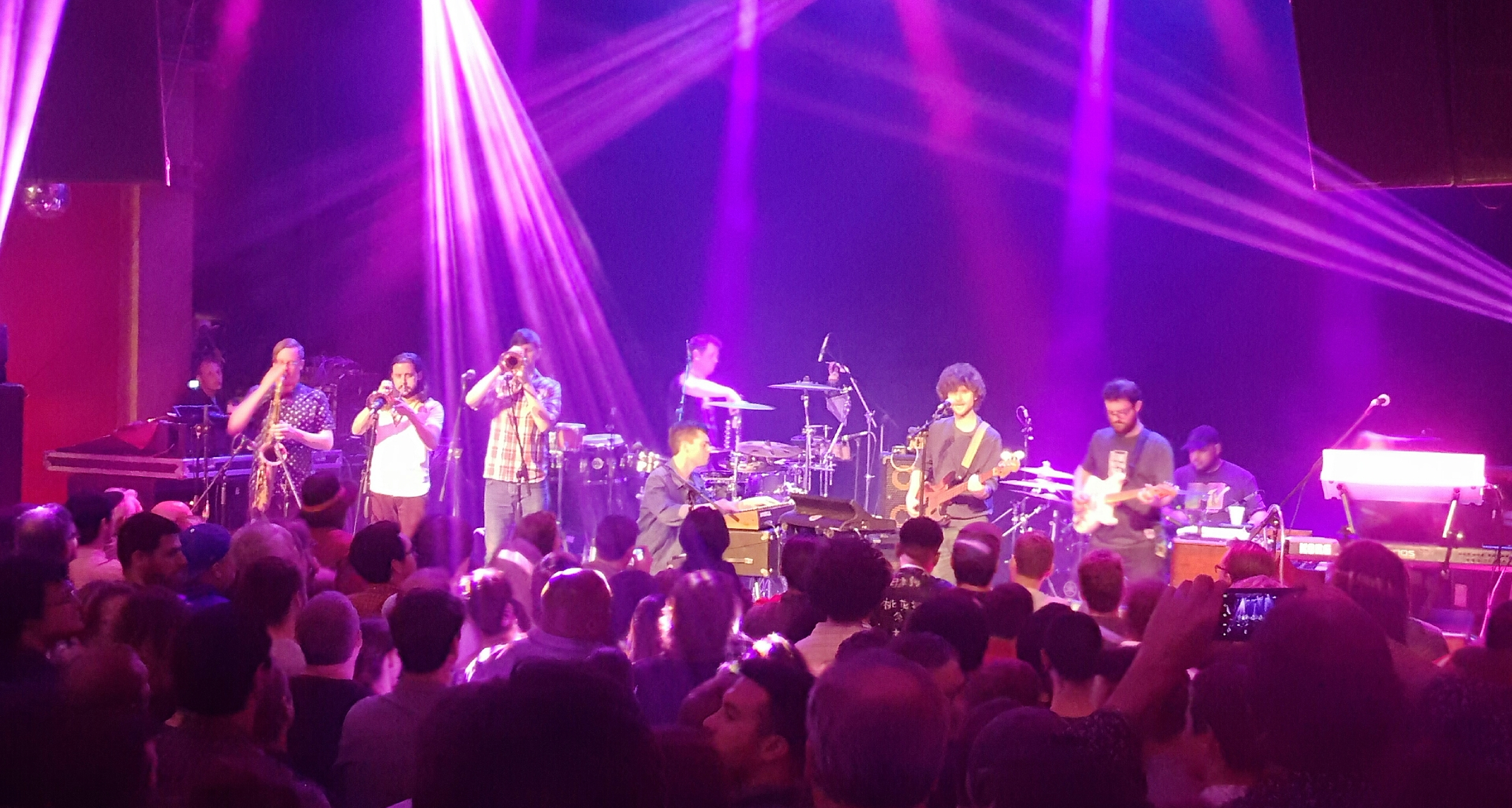
Snarky Puppy al Vogue Theatre nel 2016

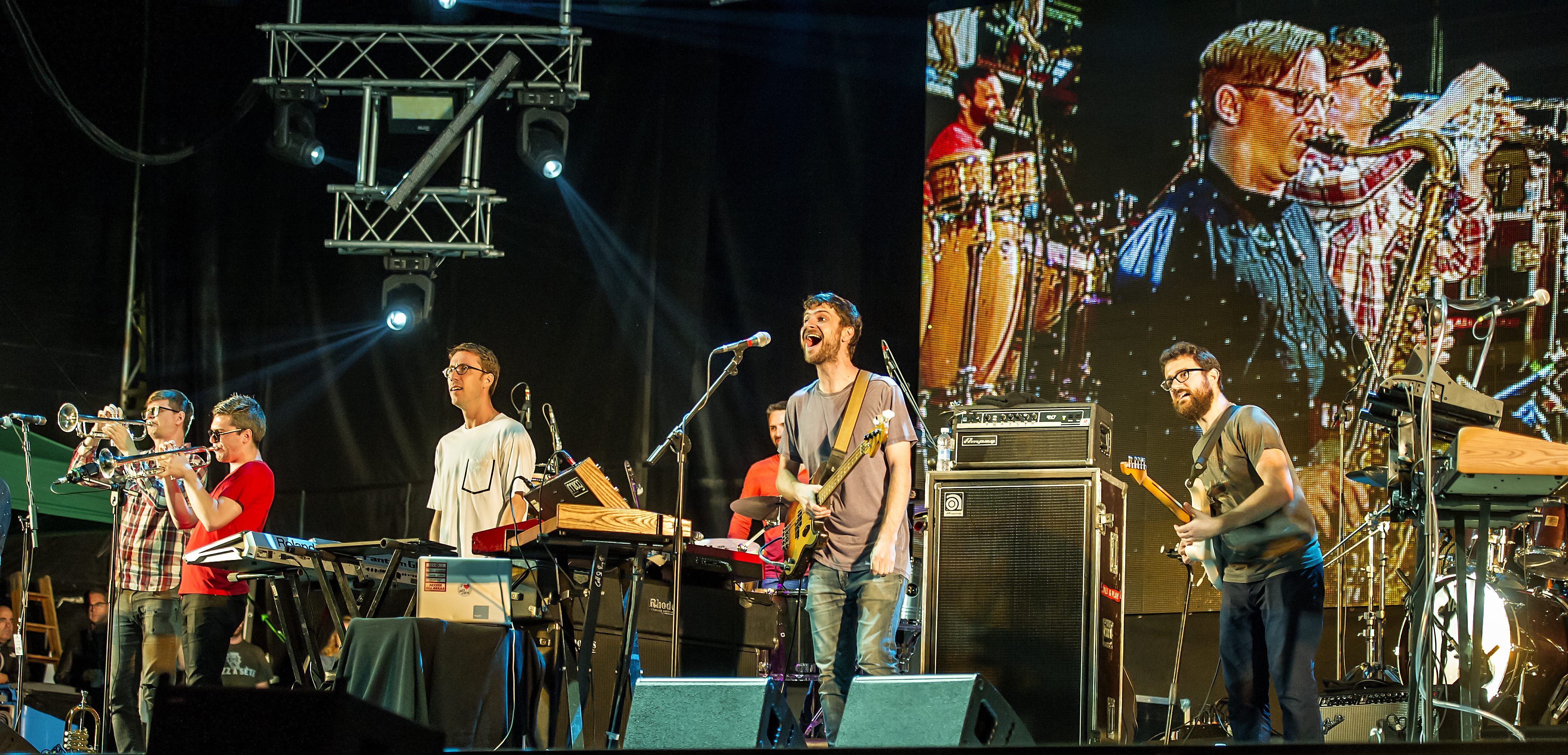
Snarky Puppy al Heineken Jazzaldia nel 2016

## Discografia
- 2006 - The Only Constant
- 2007 - The World Is Getting Smaller
- 2008 - Bring Us the Bright
- 2010 - Tell Your Friends
- 2012 - groundUP
- 2013 - Amkeni w/ Bukuru Celestin
- 2013 - Family Dinner - Volume One
- 2014 - We Like It Here
- 2015 - Sylva , con Metropole Orkest
- 2016 - Family Dinner – Volume 2
- 2016 - Culcha Vulcha
- 2019 - Immigrance
- 2022 - Empire Central

## Formazione
- Larnell Lewis - Batteria
- Robert "Sput" Searight - Batteria
- Jason “JT” Thomas - Batteria
- Jamison Ross - Batteria
- Nate Werth - Percussioni
- Marcelo Woloski - Percussioni
- Keita Ogawa - Percussioni
- Bobby Sparks - Tastiere
- Shaun Martin - Tastiere (Deceduto)[1]
- Bill Laurance- Pianoforte e tastiere
- Chris McQueen - Chitarra
- Bob Lanzetti - Chitarra
- Mark Lettieri - Chitarra
- Michael League - Basso, keyboard bass
- Justin Stanton - Tromba e tastiere
- Mike "Maz" Maher - Tromba, flicorno
- Jay Jennings - Tromba
- Chris Bullock - Sax Tenore, flauto
- Bob Reynolds - Sax Tenore
- Zach Brock - Violino

## Premi e Riconoscimenti
- 2014: Something, Grammy Award per Migliore R&B Performance
- 2015: Gruppo Jazz dell'Anno, Down Beat Readers Poll
- 2016: Sylva, Grammy Award per Migliore Album Strumentale Contemporaneo
- 2017: Culcha Vulcha, Grammy Award per Migliore Album Strumentale Contemporaneo